# Kanton Pontacq
Pontacq is een voormalig kanton van het Franse departement Pyrénées-Atlantiques. Het kanton maakte deel uit van het arrondissement Pau. Het werd opgeheven bij decreet van 25 februari 2014, met uitwerking op 22 maart 2015. Alle gemeenten werden opgenomen in het nieuwe Vallées de l'Ousse et du Lagoin.

## Gemeenten
Het kanton Pontacq omvatte de volgende gemeenten:
- Barzun
- Espoey
- Ger
- Gomer
- Hours
- Labatmale
- Limendous
- Livron
- Lourenties
- Lucgarier
- Pontacq (hoofdplaats)
- Soumoulou